# Michael C. Williams
Pour les articles homonymes, voir Michael Williams et Williams.
Michael C. Williams est un acteur américain né le 25 juillet 1973 dans le Bronx, New York (États-Unis).

## Filmographie

### Cinéma
- 1999 : Sticks and Stones: Investigating the Blair Witch : Michael Williams
- 1999 : Le Projet Blair Witch : Michael 'Mike' Williams
- 2000 : Sally (en) : Lap
- 2002 : Twelve City Blocks : Gizmo
- 2002 : Long Story Short : Tommy
- 2006 : Altered : Les Survivants : Otis
- 2007 : Montclair : Joel
- 2008 : Ultimate Patrol : sergent Trinoski
- 2009 : The Midnight Drive in Presents: Stay Out of the Woods : Deputy Cravens
- 2013 : Four Corners of Fear : Michael C. Williams
- 2018 : HIS : Douglas
- 2020 : Apostate : Bobby Bains

### Télévision
- 1999 : Curse of the Blair Witch : Michael 'Mike' Williams
- 2009 : New York, unité spéciale : Pete Rinaldi (saison 10, épisode 13)
- 2018 : FBI : Cole Cooper (saison 1, épisode 4)